# Jaycee Horn
Pour les articles homonymes, voir Horn.
(en) Statistiques sur pro-football-reference
Jaycee Horn, né le 26 novembre 1999 à Alpharetta en Géorgie, est un sportif professionnel américain de football américain jouant au poste de cornerback dans la National Football League (NFL) depuis la 2021 pour la franchise des Panthers de la Caroline.
Il a joué au niveau universitaire pour les Gamecocks de l'Université de Caroline du Sud pendant trois saisons au sein de la NCAA Division I FBS (2018-2020), avant d'être sélectionné au 8e rang de la draft 2021 de la NFL par les Panthers.

## Biographie

### Jeunesse
Horn fréquente le lycée d'Alpharetta en Géorgie. Lors de sa saison senior, il enregistre 44 plaquages et 5 interceptions et joue l'All-American Bowl 2018.
Horn se lie originellement avec l'université du Tennessee mais décide finalement d'intégrer l'université de Caroline du Sud.

### Carrière universitaire
Lors de sa saison en tant que freshman avec les Gamecocks, il totalise huit passes défendues et 45 plaquages dont 15 en solo.
Lors de la saison suivante en tant que somophore, il enregistre 40 plaquages dont 29 en solo, soit 5 de moins que la saison précédente mais avec un match en plus.
Lors des 7 matchs disputés lors de son année junior,  il totalise 16 plaquages dont 10 en solo et réussit deux interceptions qui lui permettent de gagner 34 yards.

### Carrière professionnelle

#### Draft
Horn est sélectionné en 8e choix global lors du premier tour de la draft 2021 de la NFL par les Panthers de la Caroline.

#### Panthers de la Caroline
Horn signe le 15 juin 2021 un contrat de 4 ans pour un montant de 21,1 millions de dollars avec les Panthers de la Caroline.
Le 12 septembre 2021, il joue son premier match dans la NFL qu'il remporte 19 à 14 contre les Jets de New York et au cours duquel il réussit 3 plaquages dont 2 en solo.
Le 10 mars 2025, Horn signe une extension de contrat de quatre ans pour un montant de 100 millions de dollars avec les Panthers dont 72 millions sont garantis (46,70 millions à la signature avec un bonus initial de 28,40 millions), faisant de lui le defensive back le mieux payé de la ligue.

## Vie privée
Son père, Joe Horn, a joué au poste de wide receiver dans la NFL au cours des années 1990 et 2000 avec les Chiefs de Kansas City, les Saints de La Nouvelle-Orléans et les Falcons d'Atlanta.
Son frère, Joe Horn Jr. (en), est un wide receiver agent libre non drafté.